# Arnold Kirste
Arnold Kirste, född 4 augusti 1901 i Jarotschin, var en tysk SS-officer. 1940–1941 var han chef för Gestapo i Lublin. I slutet av 1941 kommenderades han till Lettland, där han blev förbindelseofficer mellan chefen för Sipo och SD i Riga, Rudolf Lange, och Arājskommandot. Under en period var Kirste ställföreträdare för Rudolf Batz.